# 우당탕탕 은하안전단
《우당탕탕 은하안전단》(우당탕탕 銀河安全團, 영어: Let's Go! Galaxy Guards)은 EBS가 제작한 대한민국의 안전교육 단편 애니메이션이자, 전작인 우당탕탕 아이쿠의 번외 작품이다.

## 방송 일시
| 방송 채널 | 방송일                             | 방송 시간                               |
| --------- | ---------------------------------- | --------------------------------------- |
| EBS 1TV   | 2021년 3월 4일 ~ 2021년 5월 28일   | 목요일, 금요일 오전 8시 30분 ~ 8시 45분 |
| EBS 1TV   | 2021년 8월 30일 ~ 2021년 11월 23일 | 수요일, 목요일 오전 8시 30분 ~ 8시 45분 |

## 개요
전작인 우당탕탕 아이쿠를 제작한 마로 스튜디오가 맡았으며, 2021년 3월 4일부터 2021년 11월 23일까지 EBS 1TV에서 방영되었다.

## 줄거리
우주의 안전을 지키는 은하안전단에서 철수와 그의 팀원들은 안전 배지를 하나도 받지 못한 꼴찌 팀이었다. 이에 실망한 팀원들이 철수의 곁을 떠나려 하고, 다급해진 철수는 이를 만회하기 위해 우주에서 가장 위험한 곳으로 알려진 박살 행성으로 진로를 변경한다. 안전사고로 그대로 노출된 박살 행성은 그야말로 일측즉발의 불안한 상태. 그 이유는 이곳에는 안전 규칙들이 없기 때문이다.
철수는 은하안전단과 함께 안전한 박살 행성을 만들기로 결심하게 된다.

## 등장인물
- 철수(성우: 김은아): 은하 안전단의 대장이다.
- 블루(성우: 이민규): 파란색 경찰 로봇이다.
- 레드(성우: 전태열): 빨간색 소방관 로봇이다.
- MD-1(엠디원)(성우: 이지현): 분홍색 헬기 로봇이다. 은하 안전단 중 나이가 가장 많다.
- 옐로(성우: 정영웅): 노란색 불도저 로봇이다.
- 루키(성우: 신용우): 신입 단원 로봇이다. 전화기가 몸에 있다.
- 영희(성우: 이지현): 은하 안전단 1등 팀의 지도자로, 무척 똑똑하고 야무지다.
- 쿠왕(성우: 엄상현): 박살 행성의 왕으로 박살 행성을 가장 위험한 행성으로 만든 사람이다.
- 클록(성우: 남도형): 쿠왕을 보좌하는 자명종 시계 비서 로봇이다. 쿠왕을 바른 길을 이끌려고 한다.
- 오븐(성우: 이민규): 쿠왕의 요리사이다.
- 링링(성우: 이지현): 아홉 살 전화기 로봇으로 쿠왕의 연락을 맡는다.
- 콩트 백작(성우: 엄상현): 로봇이 아닌 행성 사람으로 서른 살이다(쿠왕보다 나이가 많다).

## 제작진
- 제작지원: 방송통신위원회, 방송통신발전기금
- 책임 프로듀서: 안소진
- 프로듀서: 신진수

애니메이션 제작
- 총감독: 박일호
- 책임 프로듀서: 김준, Tommy Wang
- 연출: 서유란
- 안전교육 감수 총괄: 강성희
- 안전교육 감수 위원: 고춘옥, 김송죽, LU JING
- 시나리오: 전혜리
- 콘티: 서유란
- 미술 감독: 임거산
- 디자인: 임거산, 엄지영, 황영은
- 3D 모델링: 임거산, 황영은
- 리깅: 임거산, 황영은
- Props 모델링 책임: Tao Zeng, Jiawen He, Weifeng Jiang
- Props 모델링: Xi Bai, Yinger Huang, Huan Jiang, Qing Li, MeiLing Zhai, Linting Xie
- Props 리깅 책임: Maogu Yu
- Props 리깅: Kongping Huang, Qingwei Zeng
- Scene 모델링 책임: Weiji Deng
- Scene 모델링: Chilai Wu, Yujuan Tang, Jing Chen, Jun Chen
- 연출 감독: 정지훈
- 제작 프로듀서: Hui Huang
- 키 애니 총괄: Yu Liang
- 키 애니 책임: Sijie Dong, Hui Huang
- 키 애니메이션: Yanhui Chen, Xinfeng Zeng, Yifan Wang, Old Driver, Cuiling Xie, Jinbo Chen, Yinger, JJ Huang, Xiaolei Xi, Yellow Hill, Zhishu Li, Master Yeee, Shaorong Zhong, Jinsheng Zhu, Liheng Chen
- 라이팅 슈퍼바이저: Wenying You
- 라이팅 책임: Yan Liang, Minzhi Luo
- 라이팅: Jialiang Hun, Zehui Chen, Jiandong Chen, Jingwen Liao, Tianqing Ye, Shengmei Chen, Jieying Wu
- VFX 슈퍼바이저: Zhiqiang Luo
- VFX 책임: Jack Yu, Zhenye Wang
- VFX: Limei Hou, Jian Huang, Rilong Lin, Wenpeng Liu, Yongye Zhong, Di Yang, Lanwei Wu, Qixuan Huang
- 컬러 믹싱 책임: Nick
- 컬러 믹싱: Libing Yang
- 제작 진행: Huiling Zhou, Huiyin Yu
- 편집: 김지윤
- 온라인 마케팅 총괄: 허재정
- 온라인 마케팅: 김수희, 방윤희
- 번역 : 큰나무미디어
- 번역 감수 : 김희영
- ㈜대교
  - 사업 총괄: 이상민, 황진용
  - 사업 진행: 홍빛나래, 유미현, 윤혜경, 이가람, 허지혜
- ㈜데이비드토이
  - 완구 기획: 신상훈
  - 마케팅: 이충구, 정성욱
  - 완구 디자인: 이은지, 서지민
- THANKS TO: 함현식, 손지윤, 이하진, 조수정, 김보견, 김선아, 최민주, 강성기, 김상희, 송상헌, 전선정, 김세윤, 방경만, 허지안, 임남열, 임수정, 엄민재, 임수호, 김치형, 송영승, 황행쇼
- 제작 투자: 대교애니메이션전문투자조합
- 투자 심사: 신민경
- 제작 지원: 한국콘텐츠진흥원

종합 제작
- 음악감독: 동민호(studio MOJI)
- 작/편곡: 김완정, 동민호(studio MOJI)
- 음향효과: 김지희, 김수경(모모 사운드)
- 녹음: 이주연, 이예슬(SOUND DEPOT)
- 믹싱: 이주연(SOUND DEPOT)
- 컴퓨터그래픽: 임태식
- 문자그래픽: 이민정
- 기술감독: 정민희
- 연출: 김래경
- 기획: EBS
- 제작: 마로스튜디오, EBS, BlueArc

## 주제곡
- 오프닝 주제곡
  - 제목: 은하 안전단 출동가
  - 작사: 박일호
  - 작곡: 허나윤, 동민호
  - 노래: 육예서, 펭수
  - 코러스: 허나윤
  - 기타: 정수완
  - 믹싱: 김한구(soundpool)
- 엔딩 주제곡
  - 제목: 은하 안전단 행진곡
  - 작사: 박일호
  - 작곡: 동민호
  - 노래: 육예서, 유채은, 김나람, 이윤서, 이준용, 유현규, 펭수
  - 믹싱: 김한구(soundpool)

## 방영 목록

### 1기
| 회차       | 제목                      | 방송 일자       |
| ---------- | ------------------------- | --------------- |
| 1화        | 도와줘! 은하안전단!       | 2021년 3월 4일  |
| 2화        | 심심해! 놀고싶다고!       | 2021년 3월 5일  |
| 3화        | 걸렸어! 비밀테스트!       | 2021년 3월 11일 |
| 4화        | 더러워! 쿠왕의 손바닥!    | 2021년 3월 12일 |
| 5화        | 불이야! 히어로 출동!      | 2021년 3월 18일 |
| 6화        | 겨루자! 은하로봇축구!     | 2021년 3월 19일 |
| 7화        | 복수다! 장난감의 반란!    | 2021년 3월 25일 |
| 8화        | 조심해! 미술도구!         | 2021년 3월 26일 |
| 9화        | 해적왕! 가르고리 선장!    | 2021년 4월 1일  |
| 10화       | 환불해! 지금 당장!        | 2021년 4월 2일  |
| 11화       | 부르릉! 쿠왕 투어 버스!   | 2021년 4월 8일  |
| 12화       | 재밌어! 신나는 인터넷!    | 2021년 4월 9일  |
| 13화       | 모여라! 쿠왕의 일일교사!  | 2021년 4월 15일 |
| 14화       | 배고파! 아무도 없어?      | 2021년 4월 16일 |
| 15화       | 빨리 와! 은하안전단!      | 2021년 4월 22일 |
| 16화       | 즐겨요! 겨울체육대회!     | 2021년 4월 23일 |
| 17화       | 그만해! 푸딩공주의 관심!  | 2021년 4월 29일 |
| 18화       | 보아라! 쿠왕의 패션쇼!    | 2021년 4월 30일 |
| 19화       | 레벨 업! 황금가면과 대결! | 2021년 5월 6일  |
| 20화       | 조심해! 스몸비의 습격!    | 2021년 5월 7일  |
| 21화       | 따르릉! 비켜나세요!       | 2021년 5월 13일 |
| 22화       | 츄르릅! 달달행성의 유혹!  | 2021년 5월 14일 |
| 23화       | 가자! 수영장으로!         | 2021년 5월 20일 |
| 24화       | 떠나자! 여름 휴가!        | 2021년 5월 21일 |
| 25화       | 뽀드득! 쿠왕 목욕하자!    | 2021년 5월 27일 |
| 최종화(26) | 잊지마! 우리의 권리!      | 2021년 5월 28일 |

### 2기
| 회차       | 제목                     | 방송 일자        |
| ---------- | ------------------------ | ---------------- |
| 1화        | 위험해! 두 얼굴의 식물!  | 2021년 8월 30일  |
| 2화        | 달려라! 레이싱 대회!     | 2021년 8월 31일  |
| 3화        | 불러봐! 박살 래퍼!       | 2021년 9월 6일   |
| 4화        | 신난다! 캠핑을 가요!     | 2021년 9월 7일   |
| 5화        | 내려라! 비야!            | 2021년 9월 13일  |
| 6화        | 거기 서! 괴도 황금가면!  | 2021년 9월 14일  |
| 7화        | 내려요! 흰 눈이 펑펑!    | 2021년 9월 20일  |
| 8화        | 꾸르륵! 함부로 먹지 마!  | 2021년 9월 21일  |
| 9화        | 축하해! 푸딩공주!        | 2021년 9월 27일  |
| 10화       | 오싹해! 황금 잔의 저주!  | 2021년 9월 28일  |
| 11화       | 신기해! 방송국에 가다!   | 2021년 10월 4일  |
| 12화       | 춤춰요! 댄스 교실!       | 2021년 10월 5일  |
| 13화       | 출동해! 안전단 쿠왕팀!   | 2021년 10월 11일 |
| 14화       | 찾아라! 소원램프!        | 2021년 10월 12일 |
| 15화       | 귀여워~ 햄찌의 변신!     | 2021년 10월 18일 |
| 16화       | 누구야? 독사과의 범인은! | 2021년 10월 19일 |
| 17화       | 날아라! 쿠왕의 전용기!   | 2021년 10월 25일 |
| 18화       | 어떡해! 숨이 안 쉬어져!  | 2021년 10월 26일 |
| 19화       | 무서워! 늑대의 공격!     | 2021년 11월 1일  |
| 20화       | 알아줘! 카리스마 리더!   | 2021년 11월 2일  |
| 21화       | 힘들어! 100층 표류기!    | 2021년 11월 8일  |
| 22화       | 우당탕! 면허시험         | 2021년 11월 9일  |
| 23화       | 어어어? 여기가 어디지?   | 2021년 11월 15일 |
| 24화       | 찾아라! 미운 아기 오리!  | 2021년 11월 16일 |
| 25화       | 위험해! 반짝이 가루!     | 2021년 11월 22일 |
| 최종화(26) | 주르륵! 얼음이 녹아요!   | 2021년 11월 23일 |

## 같이 보기
- 우당탕탕 아이쿠